# Bünyamin Sezer
Bünyamin Sezer (ur. 4 lipca 1988 w Tokacie) – turecki sztangista, pięciokrotny medalista mistrzostw Europy, uczestnik letnich igrzysk olimpijskich w Londynie.

## Przebieg kariery
Dwukrotnie startował w młodzieżowych mistrzostwach Europy, w 2004 zajął 4. pozycję, natomiast w 2005 otrzymał złoty medal. W 2007 wywalczył tytuł wicemistrza Europy juniorów. W 2009 zdobył srebrny medal mistrzostw Europy do lat 23, a także zadebiutował w mistrzostwach rangi seniorów, na czempionacie w Goyangu zajmując 14. pozycję z wynikiem 278 kg w dwuboju.
W 2011 zdobył złoty medal mistrzostw Europy, w konkursie uzyskując rezultat 298 kg. Rok później obronił ten tytuł podczas mistrzostw Europy w Antalyi, dzięki wynikowi 301 kg.
Reprezentował swój kraj na letnich igrzyskach olimpijskich w Londynie, dzięki wykluczeniu z kadry na tamtejsze igrzyska dwóch innych tureckich sztangistów – Fatiha Baydara oraz İbrahima Arata. W olimpijskim konkursie w kat. wagowej do 69 kg uzyskał wynik 275 kg w dwuboju i zajął 15. pozycję.
W 2013 otrzymał dwa medale igrzysk śródziemnomorskich, złoty w rwaniu i srebrny w podrzucie. W latach 2015–2019 otrzymał kolejne trzy srebrne medale mistrzostw Europy – w Tbilisi, Splicie oraz Batumi.
W listopadzie 2021 ujawniono, że w próbce zawodnika pobranej do testów w ramach kontroli antydopingowej, którą przeprowadzono po mistrzostwach Europy w 2012 roku, wykazano obecność sterydów w jego organizmie.

## Osiągnięcia
| Rok  | Zawody                             | Miasto            | Miejsce | Kategoria | Wynik  | Źródło |
| ---- | ---------------------------------- | ----------------- | ------- | --------- | ------ | ------ |
| 2007 | Mistrzostwa Europy juniorów        | Puerto de la Cruz | 2.      | 56 kg     | 235 kg | [ 2 ]  |
| 2008 | Mistrzostwa świata juniorów        | Cali              | –       | 62 kg     | 0 kg   | [ 3 ]  |
| 2009 | Mistrzostwa Europy U-23            | Władysławowo      | 2.      | 62 kg     | 273 kg | [ 2 ]  |
| 2009 | Mistrzostwa świata                 | Goyang            | 14.     | 62 kg     | 278 kg | [ 3 ]  |
| 2010 | Mistrzostwa Europy                 | Mińsk             | 4.      | 62 kg     | 289 kg | [ 3 ]  |
| 2010 | Mistrzostwa świata                 | Antalya           | –       | 62 kg     | 0 kg   | [ 3 ]  |
| 2010 | Mistrzostwa Europy juniorów i U-23 | Limassol          | 1.      | 62 kg     | 278 kg | [ 3 ]  |
| 2011 | Mistrzostwa Europy                 | Kazań             | 1.      | 62 kg     | 298 kg | [ 3 ]  |
| 2011 | Mistrzostwa świata                 | Paryż             | 9.      | 62 kg     | 294 kg | [ 3 ]  |
| 2012 | Mistrzostwa Europy                 | Antalya           | 1.      | 62 kg     | 301 kg | [ 3 ]  |
| 2012 | Letnie igrzyska olimpijskie        | Londyn            | 15.     | 69 kg     | 275 kg | [ 3 ]  |
| 2014 | Mistrzostwa Europy                 | Tel Awiw          | 4.      | 62 kg     | 285 kg | [ 3 ]  |
| 2014 | Mistrzostwa świata                 | Ałmaty            | –       | 62 kg     | 0 kg   | [ 3 ]  |
| 2015 | Mistrzostwa Europy                 | Tbilisi           | 2.      | 62 kg     | 288 kg | [ 3 ]  |
| 2015 | Mistrzostwa świata                 | Houston           | 9.      | 62 kg     | 287 kg | [ 3 ]  |
| 2017 | Mistrzostwa Europy                 | Split             | 2.      | 62 kg     | 289 kg | [ 3 ]  |
| 2018 | Mistrzostwa świata                 | Aszchabad         | 16.     | 61 kg     | 274 kg | [ 3 ]  |
| 2019 | Mistrzostwa Europy                 | Batumi            | 2.      | 61 kg     | 283 kg | [ 3 ]  |